# Aeroportul Neom
Aeroportul Neom (IATA: NUM, ICAO: OENN) este un aeroport din Arabia Saudită. Aeroportul a fost tranzitat în 2021 de 6.443 de pasageri.
aeroportul dispune de o singură pistă.